# Arizala
Arizala (Aritzala en euskera de forma cooficial) es una localidad española y un concejo de la Comunidad Foral de Navarra capital del municipio Valle de Yerri. 
Está situado en la Merindad de Estella, en la comarca de Estella Oriental, y a 41 km de la capital de la comunidad, Pamplona. Su población en 2014 fue de 83 habitantes (INE), su superficie es de 6,7 km² y su densidad de población de 12,39 hab/km².
En su término se encuentra el despoblado de Montalbán, junto con la ermita de San Martín de Montalbán, restaurada en 2012.

## Topónimo
En vasco significa ‘el roble ancho’, de (h)aritz ‘roble’, zabal ‘ancho’ y el artículo -a.
Variantes del nombre en documentos antiguos: Aritçala (1268, 1371, NEN); Ariçala, Ariçalla (1150, 1257, 1276, 1280, NEN); Arizala, Arizalla (1070, NEN).

## Geografía física

### Situación
La localidad de Arizala está situada en la parte central del municipio de Yerri a una altitud de 538 m s. n. m. Su término concejil tiene una superficie de 6,7 km² y limita al norte con los concejos de Azcona y Iruñela; al este con el de Úgar; al sur con el de Zábal y al oeste con el municipio de Abárzuza.
|                 | Norte: Azcona y Iruñela |            |
| Oeste: Abárzuza |                         | Este: Úgar |
|                 | Sur: Zábal              |            |

## Demografía

### Evolución de la población
| Gráfica de evolución demográfica de Arizala entre 2000 y 2010 |
|                                                               |
| Datos según el nomenclátor publicados por el INE.             |

## Historia
En 1802 su cosecha se calculaba en 4200 robos de cereales y 40 cántaros de vino; además se mencionaba el cultivo de cáñamo, lino y verduras gracias a la calidad de sus aguas. Contaba con un vecindario de 107 personas.

## Arte
- Iglesia de Santa Cecilia, del siglo XIII con reformas del siglo XVII.
- Ermita de Nuestra Señora de la O.
- Ermita de San Martín de Montalbán.